# Shigetatsu Matsunaga
Shigetatsu Matsunaga (japanisch 松永 成立, Matsunaga Shigetatsu; * 12. August 1962 in Hamamatsu) ist ein ehemaliger japanischer Fußballspieler.

## Nationalmannschaft
1988 debütierte Matsunaga für die japanische Fußballnationalmannschaft. Matsunaga bestritt 40 Länderspiele. Mit der japanischen Nationalmannschaft qualifizierte er sich für die Asienmeisterschaft 1992.

## Erfolge

### Mit der Nationalmannschaft
- Asienmeisterschaft: 1992

### Mit seinen Vereinen
- J. League: 1988/89, 1989/90, 1995
- Kaiserpokal: 1985, 1988, 1989, 1991, 1992

## Auszeichnungen
- J. League Best Eleven: 1993